# 홍유상
홍유상(洪裕相, 1990년 3월 20일 ~ )은 전 KBO 리그 한화 이글스의 투수이다.

## 아마추어 시절
고교 2학년 때까지 광주진흥고 김건태와 함께 동년배 최고의 투수로 손꼽히던 유망주였다. 고2 여름에 허리디스크 판정을 받았으며 "수술을 하기도 애매하고, 안 하기도 애매하다"는 진단에 재활을 결심하고 2학년을 두 번 다녔다. '고교 4학년'이었던 2009년에는 "그 같은 선수는 검증이 끝났다. 그에게 필요한 것은 프로에서 몇 순위 지명을 받느냐의 여부"라는 평을 듣기도 했으나 여름이 지나며 구위가 무너져 그 해 신인 지명에 이름을 올리지 못했다. 이후 성균관대학교에 진학했으며 3학년까지는 재활에 매진했다. 부상에서 완전히 회복된 후 스티브블래스 증후군 의심 판정을 받기도 했다.

## 삼성 라이온즈시절
우여곡절 끝에 2014년 한국프로야구 신인 드래프트 2차 9라운드로 지명됐다.

## 한화 이글스시절
2018년에 입단하였다.

## 출신 학교
- 노암초등학교
- 대헌중학교
- 제물포고등학교
- 성균관대학교